# Сехнице (гмина)
Сехнице (пол. Siechnice) — городско-сельская гмина (волость) в Польше, входит как административная единица в Вроцлавский повет, Нижнесилезское воеводство. Население 13 893 человека (на 2007 год).